# Candezea franzkrappi
Candezea franzkrappi is een keversoort uit de familie bladkevers (Chrysomelidae). De wetenschappelijke naam van de soort werd in 2005 gepubliceerd door Wagner & Kurtscheid.